# Paullinia talamancensis
Paullinia talamancensis är en kinesträdsväxtart som beskrevs av J.F. Morales. Paullinia talamancensis ingår i släktet Paullinia och familjen kinesträdsväxter. Inga underarter finns listade i Catalogue of Life.